# Rutilia confusa
Rutilia confusa är en tvåvingeart som först beskrevs av Malloch 1929.  Rutilia confusa ingår i släktet Rutilia och familjen parasitflugor. Inga underarter finns listade i Catalogue of Life.